# Liste der Straßen, Plätze und Brücken in Hamburg-Dulsberg

Lage von Hamburg-Dulsberg in Hamburg und im Bezirk Hamburg-Nord (hellrot)

Die Liste der Straßen, Plätze und Brücken in Hamburg-Dulsberg ist eine Übersicht der im Hamburger Stadtteil Dulsberg vorhandenen Straßen, Plätze und Brücken. Sie ist Teil der Liste der Verkehrsflächen in Hamburg.

## Überblick
In Dulsberg (Ortsteilnummern 424 und 425) leben 17237 Einwohner (Stand: 31. Dezember 2023) auf 1,2 km². Dulsberg liegt im Postleitzahlenbereich 22049.
In Dulsberg gibt es 59 benannte Verkehrsflächen, darunter vier Plätze und eine Brücke.
Nahezu alle Straßen im Stadtteil sind nach Städten und Gebieten benannt, die Deutschland nach dem Ersten Weltkrieg auf der Grundlage des Versailler Vertrages abtreten musste. 
Im Südwesten gibt es eine Themengruppe mit Städten und Regionen in Schleswig-Holstein: Angelnstraße, Bredstedter Straße, Dithmarscher Straße, Lauenburger Straße, Probsteier Straße, Schwansenstraße, Stapelholmer Straße, Stormarner Straße.

## Übersicht der Straßen
Die nachfolgende Tabelle gibt eine Übersicht über alle benannten Verkehrsflächen – Straßen, Plätze und Brücken – im Stadtteil sowie einige dazugehörige Informationen. Im Einzelnen sind dies:
- Name/Lage: aktuelle Bezeichnung der Straße, des Platzes oder der Brücke. Über den Link (Lage) kann die Straße, der Platz oder die Brücke auf verschiedenen Kartendiensten angezeigt werden. Die Geoposition gibt dabei ungefähr die Mitte an. Bei längeren Straßen, die durch zwei oder mehr Stadtteile führen, kann es daher sein, dass die Koordinate in einem anderen Stadtteil liegt.
- Straßenschlüssel: amtlicher Straßenschlüssel, bestehend aus einem Buchstaben (Anfangsbuchstabe der Straße, des Platzes oder der Brücke) und einer dreistelligen Nummer.
- Länge/Maße in Metern:
Hinweis: Die in der Übersicht enthaltenen Längenangaben sind nach mathematischen Regeln auf- oder abgerundete Übersichtswerte, die im Digitalen Atlas Nord[1] mit dem dortigen Maßstab ermittelt wurden. Sie dienen eher Vergleichszwecken und werden, sofern amtliche Werte bekannt sind, ausgetauscht und gesondert gekennzeichnet.
Bei Plätzen sind die Maße in der Form a × b bei rechteckigen Anlagen oder a × b × c bei dreiecksförmigen Anlagen mit a als längster Kante dargestellt.
Der Zusatz (im Stadtteil) gibt an, wie lang die Straße innerhalb des Stadtteils ist, sofern sie durch mehrere Stadtteile verläuft.
- Namensherkunft: Ursprung oder Bezug des Namens.
- Datum der Benennung: Jahr der offiziellen Benennung oder der Ersterwähnung eines Namens, bei Unsicherheiten auch die Angabe eines Zeitraums.
- Anmerkungen: Weitere Informationen bezüglich anliegender Institutionen, der Geschichte der Straße, historischer Bezeichnungen, Baudenkmale usw.
- Bild: Foto der Straße oder eines anliegenden Objektes.

| Name/Lage                     | Straßen- schlüssel | Länge/Maße (in Metern) | Namensherkunft                                                          | Datum der Benennung | Anmerkungen | Bild                                                |
| ----------------------------- | ------------------ | ---------------------- | ----------------------------------------------------------------------- | ------------------- | --- | --------------------------------------------------- |
| Alter Teichweg (Lage)         | A157               | 1600 (im Stadtteil)    | nach der Flurbezeichnung „Ohlen Dieck“ (Alter Teich)                    | 1877                | westlich der S-Bahn-Brücke in Barmbek-Süd | Alter Teichweg                                      |
| Am Dulsbergbad (Lage)         | A213               | 0175                   | nach der Lage am Frei- und Hallenbad Dulsberg                           | 1957                | Fußweg | Am Dulsbergbad                                      |
| Angelnstraße (Lage)           | A431               | 0160                   | Halbinsel Angeln in Schleswig-Holstein                                  | 1912                | | Angelnstraße                                        |
| Apenrader Straße (Lage)       | A448               | 0145                   | Apenrade (dän. Aabenraa), Stadt in Dänemark                             | 1928                | | Apenrader Straße                                    |
| Augustenburger Ufer (Lage)    | A523               | 0350                   | Augustenburg (dän. Augustenborg), Stadt in Dänemark                     | 1930                | | Augustenburger Ufer                                 |
| Bredstedter Straße (Lage)     | B583               | 0240                   | Bredstedt, Stadt in Schleswig-Holstein                                  | 1948                | | Bredstedter Straße                                  |
| Dehnhaide (Lage)              | D057               | 0070 (im Stadtteil)    | nach dem Flurnamen „An der Dann Haide“ (von niederdt. Dann = Niederung) | 1899                | bis 1899 Wandsbeckerstraße, Namensgeber des Bahnhofes Dehnhaide der U 3; westlich der S-Bahn-Brücke in Barmbek-Süd | Dehnhaide                                           |
| Diedenhofer Straße (Lage)     | D092               | 0180                   | Diedenhofen (frz. Thionville), Stadt in Frankreich                      | 1928                | | Diedenhofer Straße                                  |
| Dithmarscher Straße (Lage)    | D117               | 0545                   | Dithmarschen, Landschaft in Schleswig-Holstein                          | 1928                | | Dithmarscher Straße                                 |
| Dulsberg-Nord (Lage)          | D228               | 1060                   | nach einem Flurnamen                                                    | 1928                | Dulsberg-Nord und Dulsberg-Süd verlaufen in einer Länge von ca. 900 Metern parallel zueinander, getrennt von einem ca. 50 Meter breiten Grünstreifen, Bebauung jeweils nur auf der Nordseite (Dulsberg-Nord) und der Südseite (Dulsberg-Süd)   | Dulsberg-Nord                                       |
| Dulsberg-Süd (Lage)           | D229               | 0980                   | nach einem Flurnamen                                                    | 1928                | Dulsberg-Nord und Dulsberg-Süd verlaufen in einer Länge von ca. 900 Metern parallel zueinander, getrennt von einem ca. 50 Meter breiten Grünstreifen, Bebauung jeweils nur auf der Nordseite (Dulsberg-Nord) und der Südseite (Dulsberg-Süd)   | Dulsberg-Süd                                        |
| Elsässer Platz (Lage)         | E                  | 0065 × 25              | in Anlehnung an die Elsässer Straße                                     | 2022                | | Elsässer Platz                                      |
| Elsässer Straße (Lage)        | E168               | 0780                   | Elsass, französische Landschaft                                         | 1922                | | Elsässer Straße                                     |
| Eulenkamp (Lage)              | E256               | 1340                   | nach einem Flurnamen                                                    | um 1896             | Grundstücke auf der Südseite in Wandsbek, sonst in Dulsberg, insbesondere die gesamte Straßenfläche. | Eulenkamp                                           |
| Eupener Stieg (Lage)          | E262               | 0090                   | in Anlehnung an die Eupener Straße                                      | 1939                | Fußweg | Eupener Stieg                                       |
| Eupener Straße (Lage)         | E263               | 0155                   | Eupen, Stadt in Belgien                                                 | 1928                | | Eupener Straße                                      |
| Forbacher Straße (Lage)       | F185               | 0125                   | Forbach, Stadt in Frankreich                                            | 1923                | | Forbacher Straße                                    |
| Gebweiler Straße (Lage)       | G032               | 0160                   | Gebweiler, Stadt in Frankreich                                          | 1922                | | Gebweiler Straße                                    |
| Graudenzer Weg (Lage)         | G208               | 0225                   | Graudenz (poln. Grudziądz), Stadt in Polen                              | 1930                | | Graudenzer Weg                                      |
| Gravensteiner Weg (Lage)      | G212               | 0335                   | Gravenstein (dän. Gråsten), Stadt in Dänemark                           | 1930                | | Gravensteiner Weg                                   |
| Haderslebener Straße (Lage)   | H014               | 0160                   | Hadersleben (dän. Haderslev), Stadt in Dänemark                         | 1928                | | Haderslebener Straße                                |
| Hohensteiner Straße (Lage)    | H555               | 0105                   | Hohenstein (poln. Olsztynek), Stadt in Polen                            | 1922                | | Hohensteiner Straße                                 |
| Hultschiner Straße (Lage)     | H682               | 0105                   | Hultschiner Ländchen, tschechische Region                               | 1922                | | Hultschiner Straße                                  |
| Kattowitzer Weg (Lage)        | K106               | 0210                   | Kattowitz (poln. Katowice), Stadt in Polen                              | 1930                | | Kattowitzer Weg                                     |
| Kiefhörn (Lage)               | K155               | 0255                   | nach einer Flurbezeichnung                                              | 1931                | lt. Beckershaus ein „beliebter Name für umstrittene Grenzflächen“ | Kiefhörn                                            |
| Königshütter Straße (Lage)    | K322               | 0205                   | Königshütte (poln. Chorzów), Stadt in Polen                             | 1929                | | Königshütter Straße                                 |
| Krausestraße (Lage)           | K408               | 0880 (im Stadtteil)    | Emil Krause (1870–1943), SPD-Politiker und Reformpädagoge               | 1950                | nördlich des Osterbekkanals in Barmbek-Nord | Krausestraße (Hamburg-Dulsberg)                     |
| Krausestraßenbrücke (Lage)    | –                  | 0020 (im Stadtteil)    | in Anlehnung an die Krausestraße                                        | 1960                | überquert im Verlauf der Krausestraße den Osterbekkanal; nördlicher Teil in Barmbek-Nord | Krausestraßenbrücke                                 |
| Kulmer Gasse (Lage)           | K503               | 0155                   | Kulm (poln. Chełmno), Stadt in Polen                                    | 1931                | | Kulmer Gasse                                        |
| Lauenburger Straße (Lage)     | L084               | 0295                   | Kreis Herzogtum Lauenburg in Schleswig-Holstein                         | 1912                | | Lauenburger Straße                                  |
| Lothringer Straße (Lage)      | L256               | 0310                   | Lothringen, französische Landschaft                                     | 1922                | | Lothringer Straße                                   |
| Malmedyer Straße (Lage)       | M025               | 0125                   | Malmedy, Stadt in Belgien                                               | 1928                | | Malmedyer Straße                                    |
| Memeler Straße (Lage)         | M145               | 0120                   | Memel, osteuropäischer Strom                                            | 1922                | | Memeler Straße                                      |
| Metzer Straße (Lage)          | M173               | 0125                   | Metz, Stadt in Frankreich                                               | 1922                | | Metzer Straße                                       |
| Mülhäuser Straße (Lage)       | M326               | 0170                   | Mülhausen, Stadt in Frankreich                                          | 1928                | | Mülhäuser Straße                                    |
| Naumannplatz (Lage)           | N010               | 0195 × 125             | Friedrich Naumann (1860–1919), ev. Theologe und Politiker               | 1922                | | Naumannplatz                                        |
| Nordmarkplatz (Lage)          | N167               | 0160 × 130             | nach der Nordmark, einer Bezeichnung für Schleswig-Holstein             | 1922                | | Nordmarkplatz                                       |
| Nordschleswiger Straße (Lage) | N172               | 0900 (im Stadtteil)    | Nordschleswig, dänische Region                                          | 1928                | nördlich der Osterbek in Barmbek-Nord, südlich des Eulenkamps in Wandsbek | Nordschleswiger Straße, zu Dulsberg gehörender Teil |
| Oberschlesische Straße (Lage) | O012               | 0690                   | Oberschlesien, Region im polnisch-tschechischen Grenzgebiet             | 1929                | | Oberschlesische Straße                              |
| Olivaer Straße (Lage)         | O093               | 0095                   | Oliva (poln. Oliwa), Bezirk der polnischen Stadt Danzig                 | 1922                | | Olivaer Straße                                      |
| Probsteier Straße (Lage)      | I062               | 0675                   | Probstei, Region in Schleswig-Holstein                                  | 1922                | | Probsteier Straße                                   |
| Schlettstadter Straße (Lage)  | S202               | 0155                   | Schlettstadt (frz. Sélestat), Stadt in Frankreich                       | 1928                | | Schlettstadter Straße                               |
| Schwansenstraße (Lage)        | S340               | 0170                   | Schwansen, Landschaft in Schleswig-Holstein                             | 1845                | | Schwansenstraße                                     |
| Schwetzer Gasse (Lage)        | S363               | 0200                   | Schwetz (poln. Świecie nad Osą), polnische Landgemeinde                 | 1931                | | Schwetzer Gasse                                     |
| Stapelholmer Straße (Lage)    | S590               | 0140                   | Stapelholm, Kulturlandschaft in Schleswig-Holstein                      | 1928                | | Stapelholmer Straße                                 |
| Stormarner Straße (Lage)      | S718               | 0470                   | Stormarn, Landkreis in Schleswig-Holstein                               | 1908                | Grundstücke auf der Südseite in Wandsbek, ansonsten komplett in Dulsberg, insbesondere die gesamte Straßenfläche. | Stormarner Straße                                   |
| Straßburger Platz (Lage)      | S728               | 0140 × 60              | in Anlehnung an die Straßburger Straße                                  | 1930                | | Straßburger Platz                                   |
| Straßburger Stieg (Lage)      | S729               | 0055                   | in Anlehnung an die Straßburger Straße                                  | 1929                | | Straßburger Stieg                                   |
| Straßburger Straße (Lage)     | S730               | 1075                   | Straßburg, Stadt in Frankreich                                          | 1922                | Die Grundstücke mit den Hausnummern 94 und 96 befinden sich auf Wandsbeker Gebiet, ansonsten liegt die Straße komplett in Dulsberg. | Straßburger Straße                                  |
| Tarnowitzer Weg (Lage)        | T021               | 0170                   | Tarnowitz (poln. Tarnowskie Góry), Stadt in Polen                       | 1930                | | Tarnowitzer Weg                                     |
| Thorner Gasse (Lage)          | T076               | 0190                   | Thorn (poln. Toruń), Stadt in Polen                                     | 1931                | | Thorner Gasse                                       |
| Tiroler Straße (Lage)         | T110               | 0430                   | Tirol, österreichisches Bundesland                                      | 1928                | | Tiroler Straße                                      |
| Tondernstieg (Lage)           | T127               | 0075                   | in Anlehnung an die Tondernstraße                                       | 1930                | | Tondernstieg                                        |
| Tondernstraße (Lage)          | T128               | 0565                   | Tondern (dän. Tønder), Stadt in Dänemark                                | 1930                | | Tondernstraße                                       |
| Vogesenstraße (Lage)          | V063               | 0185                   | Vogesen, ostfranzösisches Mittelgebirge                                 | 1922                | | Vogesenstraße                                       |
| Wartenburger Weg (Lage)       | W077               | 0220                   | Wartenburg (poln. Barczewo), Stadt in Polen                             | 1958                | westliche Grundstücke in Dulsberg, komplette Straßenfläche und östliche Grundstücke in Wandsbek; das am nördlichsten gelegene Grundstück mit der Hausnummer 17 liegt in Barmbek-Nord; gehört zur Wandsbeker Motivgruppe „Städte in Ostpreußen“ | Wartenburger Weg                                    |
| Weichselmünder Straße (Lage)  | W128               | 0100                   | Festung Weichselmünde, historische Festung bei Danzig                   | 1922                | | Weichselmünder Straße                               |
| Weißenburger Straße (Lage)    | W153               | 0210                   | Weißenburg (frz. Wissembourg), Stadt in Frankreich                      | 1922                | | Weißenburger Straße                                 |
| Zoppoter Straße (Lage)        | Z046               | 0090                   | Zoppot (poln. Sopot), Stadt in Polen                                    | 1922                | | Zoppoter Straße                                     |